# 吴觉
吴觉（1912年—1984年），原名吴延恪，又名吴玉，男，江苏淮阴人，中华人民共和国政治人物，曾任中共常州地委书记，南京工学院党委书记、院长，江苏省政协副主席。